# Les Années noires
Les Années noires (The Deadly Years) est le douzième épisode de la deuxième saison de la série télévisée Star Trek. Il fut diffusé pour la première fois le 8 décembre 1967 sur la chaîne américaine NBC.
Atteint par des radiations inconnues Kirk, Spock, Scotty et McCoy sont atteints de gérontisme aigu : ils vieillissent de 30 ans par jour.

## Résumé
L'USS Enterprise arrive en orbite de la planète Gamma Hydra IV où une équipe de recherche est stationnée. Un groupe composé du capitaine Kirk, Spock, Scotty, le docteur McCoy, Chekov et du lieutenant Arlene Galway arrive sur la planète. Toutefois, Chekov prend peur en découvrant des cadavres de personnes âgées dans un bâtiment. L'équipe récupère les deux survivants, Robert et Elaine Johnson, qui, âgés d'à peine une vingtaine d'années au début de la mission, semblent avoir plus de quatre-vingts ans. Ceux-ci ne tardent pas à mourir peu de temps après avoir été téléportés à l'intérieur de l'Enterprise.
Un membre de la fédération, le commodore Stocker se trouve sur l'Enterprise et demande à l'équipe d'enquêter. Toutefois, tous les membres ayant fait partie de la mission de reconnaissance, à l'exception de Chekov, commencent à ressentir les effets d'un vieillissement prématuré. McCoy parvient à calculer qu'ils vieillissent environ de trente ans en l'espace d'un jour et Spock réussit à théoriser que cela pourrait être l'effet de radiations venues d'une comète ayant passé près de Gamma Hydra IV récemment. Toutefois personne n'est capable de trouver un remède.
Tous se mettent à voir apparaitre des maladies typiques du vieillissement : des cheveux blancs et des rides apparaissent, à l'exception de Spock, moins affecté car les vulcains peuvent vivre plus vieux que les humains. Le lieutenant Galway vieillit plus vite que le reste du groupe et finit par en mourir tandis que Chekov n'éprouve aucun signe de vieillissement. Le capitaine Kirk commence à avoir des troubles de la mémoire de plus en plus fréquents, ce qui attire la suspicion de Stocker. Après un interrogatoire celui-ci est jugé comme inapte à commander. Spock et Scotty ayant été touchés, Stocker prend le contrôle du vaisseau bien que n'en ayant jamais dirigé un seul. Il décide de passer par une zone neutre dans laquelle se trouvent des vaisseaux romuliens et ceux-ci attaquent l'Enterprise.
Réfléchissant sur la raison pour laquelle Chekov n'est pas affecté, McCoy, Kirk et Spock découvrent que la poussée d'adrénaline qu'il a eu lors de la découverte du cadavre pourrait être la cause de son immunité. Spock, le Dr Wallace et l'infirmière Chapel travaillent sur un concentré d'adrénaline. Kirk se porte volontaire pour être le premier à tester le remède. Pendant ce temps, l'Enterprise subit les feux croisés de plusieurs vaisseaux romuliens et pourrait bien périr.
Kirk, guéri, fait irruption sur le pont du vaisseau et commande à Uhura d'envoyer un message à Starfleet par un canal qu'il sait être espionné par les romuliens. Il s'agit d'un leurre destiné à leur faire croire qu'en cas d'explosion, le vaisseau balayera leur flotte. Les tirs s'arrêtent et l'Enterprise peut s'enfuir. Le reste de l'équipage revient lui aussi à la normale, ayant cessé de vieillir prématurément, ils retrouvent ainsi leur aspect normal.

## Distribution

### Acteurs principaux
- William Shatner — James T. Kirk (VF : Yvon Thiboutot)
- Leonard Nimoy — Spock (VF : Régis Dubost)
- DeForest Kelley — Leonard McCoy
- James Doohan — Montgomery Scott
- George Takei — Hikaru Sulu
- Nichelle Nichols — Uhura
- Walter Koenig — Pavel Chekov

### Acteurs secondaires
- Charles Drake - Commodore Stocker
- Carolyn Nelson - Yeoman Atkins
- Sarah Marshall - Dr. Janet Wallace
- Majel Barrett - Infirmière Christine Chapel
- Laura Wood - Elaine Johnson
- Felix Locher - Robert Johnson
- Beverly Washburn - Lieutenant Arlene Galway
- Roger Holloway - Lieutenant Lemli
- Eddie Paskey - Lieutenant Leslie
- Frank Da Vinci - Lieutenant Brent

### Continuité
- La tactique utilisé par le capitaine Kirk pour repousser les romuliens est la même qu'il utilise dans Fausses Manœuvres.
- La proximité du secteur Gamma Hydra de la zone neutre romulienne sera rappelée dans le film Star Trek 2 : La Colère de Khan.
- La raison pour laquelle le Dr. Janet Wallace se trouve à bord de l'Enterprise ne sera jamais expliquée.

## Production

### Écriture
L'épisode fut écrit par le scénariste David P. Darmon sur une proposition de scénario nommé "Hold Back Tomorrow" en mai 1967. Le script fut terminé le 3 juillet 1967 avant d'être partiellement réécrit par le producteur Gene L. Coon au cours des mois de juillet et août 1967.

### Casting
Alors âgé de 85 ans à l'époque du tournage, Felix Locher était l'acteur le plus vieux à jamais avoir joué dans la série.

### Tournage
Le tournage eut lieu du 3 au 11 août 1967 au studio de la compagnie Desilu sur Gower Street à Hollywood, sous la direction du réalisateur Joseph Pevney. À l'origine, il devait y avoir une scène à la fin de l'épisode où le capitaine Kirk courait vers le pont du vaisseau et rajeunissait au fur et à mesure des plans montrant sa course. La scène ne fut pas tournée car l'épisode était déjà assez long.

### Post-production
Dans la version originale de l'épisode, les attaques par les vaisseaux romuliens étaient des réutilisations de plans créés pour l'épisode Zone de terreur.

## Diffusion et réception critique

### Diffusion américaine
L'épisode fut retransmis à la télévision pour la première fois le 8 décembre 1967 sur la chaîne américaine NBC en tant que douzième épisode de la deuxième saison. Dans certaines versions de l'épisode, les passages où Chekov se plaint d'être utilisé comme cobaye ont été supprimées.

### Diffusion hors États-Unis
L'épisode fut diffusé au Royaume Uni le 29 juin 1970 sur BBC One.
En version francophone, l'épisode fut diffusé au Québec en 1971. En France, l'épisode est diffusé le dimanche 16 janvier 1983 sur TF1. Il fait partie des treize épisodes à avoir été diffusés à cette période.

### Réception critique
Dans un classement pour le site Hollywood.com Christian Blauvelt place cet épisode à la 34e position sur les 79 épisodes de la série originelle. Pour le siteThe A.V. Club Zack Handlen donne à l'épisode la note de B- décrivant l'épisode comme ruiné par une écriture paresseuse. Il trouve que l'épisode passe complètement à côté de son sujet, fait des clichés âgistes et que les personnages changent de psychologie lorsque l'épisode leur demande.

## Adaptations littéraires
L'épisode fut romancé sous forme d'une nouvelle de 30 pages écrite par l'auteur James Blish dans le livre Star Trek 7 , un recueil compilant différentes histoires de la série et sortit en juillet 1972 aux éditions Bantam Books.
En 1978, l'épisode connut aussi une adaptation en roman photo créé à partir de captures d'écran de l'épisode.

## Éditions commerciales
Aux États-Unis, l'épisode est disponible sous différents formats. En 1988 et 1990, l'épisode est sorti en VHS et Betamax. L'épisode sortit en version remastérisée sous format DVD en 1999 et 2004.
L'épisode connu une nouvelle version remasterisée sortie le 10 novembre 2007 : l'épisode fit l'objet de nombreux nouveaux effets spéciaux, notamment les plans de la planète Gamma Hydra IV vue de l'espace, les plans de l'Enterprise et des vaisseaux romuliens qui ont été refait à partir d'images de synthèse. Les plans des tirs lors de la bataille entre l'Enterprise et les vaisseaux romuliens ont été retravaillés. Cette version est comprise dans l'édition Blu-ray, diffusée en septembre 2009.
En France, l'épisode fut disponible avec l'édition VHS de l'intégrale de la saison 2 en 2000. L'édition DVD est sortie le 18 novembre 2004 et l'édition Blu-ray le 27 avril 2009.